# 歐扎克鎮區 (密蘇里州勞倫斯縣)
歐扎克鎮區（英語：Ozark Township）是位於美國密蘇里州勞倫斯縣的一個行政鎮區。

## 地方資料
歐扎克鎮區的面積為155.00平方千米，當中陸地面積為154.50平方千米，而水域面積為0.50平方千米。根據2020年美國人口普查的數據，當地共有人口1472人，而人口密度為每平方千米9.5人。